# Kunreuth
Kunreuth è un comune tedesco di 1 358 abitanti, situato nel land della Baviera.